# Kenyūsha

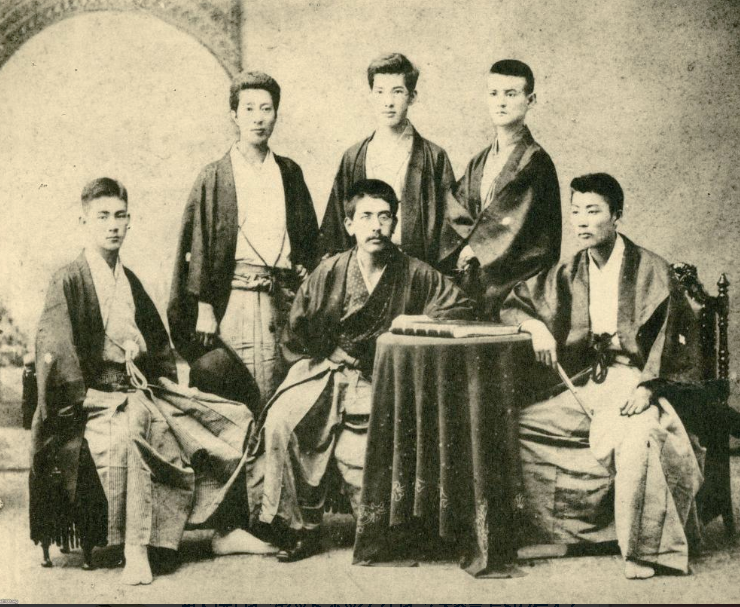
Membres de la société Kenyūsha. De gauche à droite au deuxième rang, Takeuchi Keishū, Bizan Kawakami et Suiin Emi. En partant de la gauche au premier rang, Iwaya Sazanami, Shian Ishibashi et Ozaki Kōyō - 1891

Kenyūsha (硯友社) est le nom d'une société littéraire japonaise de l’ère Meiji, principalement organisée autour d’Ozaki Kōyō. Parmi ses autres membres on compte Bizan Kawakami et Suiin Emi.

## Histoire
En février 1885 (Meiji 18), Koyo Ozaki, Bimyō Yamada, Shian Ishibashi et Kuka Maruyama, qui étaient étudiants de la porte préparatoire de l'Université de Tokyo (plus tard le premier lycée de l'ancien système), rejoignent les clubs littéraires "Bunyukai" et "Convex". Ils appellent leur groupe Kenyusha. En mai de la même année, le premier magazine purement littéraire du Japon, « Garakuta Bunko », est lancé. Au départ, c'était un magazine à grand tirage avec des manuscrits manuscrits, et huit volumes ont été publiés. Ensuite, huit autres livres ont été publiés en tant que livres de typographie non destinés à la vente. 